# 김동철 (야구 선수)
김동철(金東喆, 1960년 6월 5일 ~ 1983년 4월 1일)은 전 KBO 리그 삼미 슈퍼스타즈의 선수이다. 1982년 11월 16일 방출되었고, 이후 현역에 입대했으나, 1983년 인천구장 인근 철도에 투신해 자살했다.

## 출신학교
- 동산고등학교
- 인하대학교 (중퇴)